# Haplochromis labriformis
Haplochromis labriformis är en fiskart som först beskrevs av Nichols och La Monte, 1938.  Haplochromis labriformis ingår i släktet Haplochromis och familjen Cichlidae. IUCN kategoriserar arten globalt som otillräckligt studerad. Inga underarter finns listade i Catalogue of Life.